# Grevillea endlicheriana
Grevillea endlicheriana är en tvåhjärtbladig växtart som beskrevs av Meissn.. Grevillea endlicheriana ingår i släktet Grevillea och familjen Proteaceae. Inga underarter finns listade i Catalogue of Life.